# Kungsleden
 Denne artikel omhandler vandrestien Kungsleden. Opslagsordet har også en anden betydning, se Trelleborg-Sassnitz.
Kungsleden ("Kongestien") er en cirka 450 kilometer lang vandresti i det historiske svenske landskab Lappland. Stien, der løber mellem Abisko (i Norrbottens län) i nord til Hemavan (i Västerbottens län) i syd, passerer blandt andre Kebnekaisemassivet, Stora Sjöfallet, Kvikkjokk, Jäkkvik og Ammarnäs. Det højeste punkt på stien ligger ved Tjäktjapasset i 1.150 meters højde, mens det laveste punkt er Kvikkjokk i 305 meters højde.
Afmærkningerne på stien består af røde ringe malet på træstammer, mens stien i skovløse områder markeres af varder med en rødmalet sten. Den nogle gange let afvigende vintervandresti er markeret med røde kors på cirka to meter høje stænger, og løber til dels gennem vinterfrosne sumpområder og til dels over søer. Sommer- og vinterafmærkningerne er placeret således, at man fra en vilkårlig markering kan se den næste. Sommervandrestien krydser enkelte steder søer, som man enten selv skal krydse i en tilstedeværende robåd eller i højsæsonen benytte den af de lokale samer organiserede bådservice.
Hvis man ikke overnatter i det fri, kan man dels benytte ubemandede hytter, som dog i højsæsonen ofte har en hyttevært tilknyttet, dels fjeldstationer. Overnatningsmulighederne, som drives af Svenska Turistföreningen, er placeret i dagsvandringsafstande, dog findes de ikke på den 130 kilometer lange strækning mellem Kvikkjokk og Ammarnäs. Selv om hytterne uden for højsæsonen ikke er bemandede, er der altid mindst et åbent rum med mulighed for at tilberede mad og sove. Nogle steder kan der i sæsonen købes proviant.
Mest benyttet er strækningen mellem Abisko og Kvikkjokk hhv. mellem Abisko og Kebnekaise og Nikkaluokta. Her løber stien primært over trægrænsen. Selv om stien er velholdt, nogle steder udstyret med brædder over sumpede områder, kan den ved længerevarende regn blive besværlig at færdes på. De lavere dele er befængt med myg.

## Historie
Stien blev til på initiativ fra Svenska Turistföreningen (STF) i begyndelsen af 1900-tallet. Den første del blev anlagt mellem Abisko og Kvikkjokk, mens de første hytter blev bygget ved Abiskojaure og Kebnekaise i 1907. Stien mellem Abisko og Vakkotavare blev afmærket i 1926-1927. I 1928 anvendte STF for første gang navnet Kungsleden. I 1950'erne sluttede Kungsleden i Ammarnäs. I 1975 blev stien officielt forlænget fra Ammarnäs til Hemavan. Det statslige stisystem i fjeldene blev skabt i 1977, og heri kom Kungsleden til at indgå.

## Almindelige etaper
Der er flere alternativer etapermuligheder, herunder er nogle almindelige nævnt.

### Abisko-Singi
- Abisko – Abiskojaure, 15 km
- Abiskojaure – Alesjaure, 20 km
- Alesjaure – Tjäktja, 13 km
- Tjäktja – Sälka, 12 km
- Sälka – Singi, 12 km

### Singi – Vakkotavare
- Singi – Kaitumjaure, 13 km
- Kaitumjaure – Teusajaure, 9 km
- Teusajaure – Vakkotavare, 15 km

### Saltoluokta – Kvikkjokk
- Saltoluokta – Sitojaure, 19 km
- Sitojaure – Aktse, 10 km
- Aktse – Pårte, 22 km
- Pårte – Kvikkjokk, 17 km

### Kvikkjokk – Jäkkvik
- Kvikkjokk – Jäkkvik, 96 km

### Jäkkvik – Ammarnäs
- Jäkkvik – Ammarnäs, 83 km

### Ammarnäs – Hemavan
- Ammarnäs – Aigert, 8 km
- Aigert – Serve, 19 km
- Serve – Tärnasjö, 14 km
- Tärnasjö – Syter, 14 km
- Syter – Viterskalet, 12 km
- Viterskalet – Hemavan, 11 km

### Nikkaluokta – Singi (tilslutning til Kungsleden)
- Nikkaluokta – Kebnekaise fjällstation, 19 km
- Kebnekaise fjällstation – Singi, 14 km